# Eois beebei
Eois beebei är en fjärilsart som beskrevs av Fletcher 1952. Eois beebei ingår i släktet Eois och familjen mätare. Inga underarter finns listade i Catalogue of Life.